# 우크라이나 국립 체르노빌 박물관

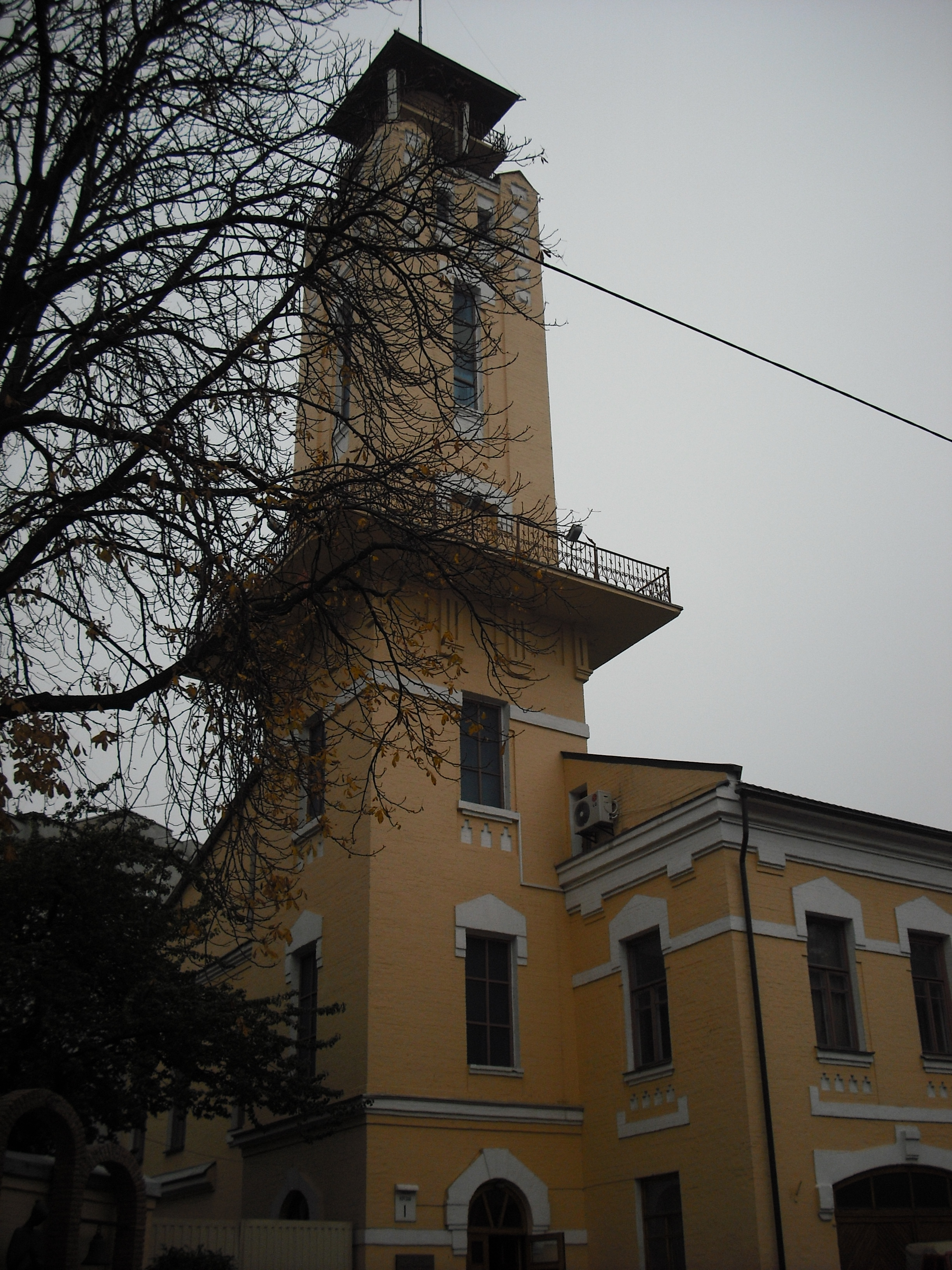
우크라이나 국립 체르노빌 박물관 입구

우크라이나 국립 체르노빌 박물관(우크라이나어: Національний музей «Чорнобиль»)은 체르노빌 원자력 발전소 사고 6주년이 되는 1992년 4월 26일 키이우 중심가에 개설된 박물관이다. 1996년에 국립 박물관으로 등록되었다. 사고 당시 상황과 피해 규모에 관한 자료 외에도, 제2차 세계 대전 시기에 있었던 히로시마·나가사키 원자폭탄 투하에 따른 피해에 관한 정보도 전시되어 있다. 2011년 3월에 일어난 후쿠시마 제1 원자력 발전소 사고 이후에 피해를 입은 일본 후쿠시마현의 메시지를 나타내는 오브제가 입구 근처에 설치되었다.

## 같이 보기
- 체르노빌 원자력 발전소